# Joanna Maria Bonomo
Joanna Maria Bonomo (ur. 15 sierpnia 1606 w Asiago, zm. 22 lutego 1670 w Bassano del Grappa) – włoska Błogosławiona Kościoła katolickiego.

## Życiorys
Joanna Maria Bonomo urodziła się 15 sierpnia 1606 roku bardzo religijnej rodzinie. Gdy poczuła powołanie do życia zakonnego, w 1622 roku wstąpiła do klasztoru Benedyktynów. Była mistyczką i stygmatyczką. Zmarła 22 lutego 1670 roku, mając 63 lata, w opinii świętości.
Została beatyfikowana przez papieża Piusa VI w 1783 roku.